# ماك أو إس سيكويا
ماك أو إس سيكويا (بالإنجليزية: macOS Sequoia)‏ (الإصدار 15) هو الإصدار الرئيسي القادم من نظام التشغيل ماك أو إس التابع لشركة أبل. يُعد خلفًا لنظام ماك أو إس سونوما، وقد أُعلن عنه في مؤتمر آبل العالمي للمطورين (WWDC) في 10 يونيو 2024. تمت تسميته نسبةً إلى حديقة سيكويا الوطنية في سلسلة جبال سييرا نيفادا. ومن المتوقع إصداره في أواخر عام 2024.

## وصلات خارجية
- الموقع الرسمي